# 郑学檬
郑学檬（1937年9月—），男，浙江天台人，中国历史学家，厦门大学教授，曾任中国唐史学会会长，中国经济史学会副会长，厦门大学常务副校长。